# Stor-Kalltjärnen
Stor-Kalltjärnen är en sjö i Sollefteå kommun i Ångermanland och ingår i Ångermanälvens huvudavrinningsområde. Sjön har en area på 0,104 kvadratkilometer och ligger 237,1 meter över havet. Sjön avvattnas av vattendraget Tjålmsjöån.

## Delavrinningsområde
Stor-Kalltjärnen ingår i det delavrinningsområde (703651-156205) som SMHI kallar för Utloppet av Stor-Kalltjärnen. Medelhöjden är 247 meter över havet och ytan är 0,62 kvadratkilometer. Räknas de 6 avrinningsområdena uppströms in blir den ackumulerade arean 24,23 kvadratkilometer. Tjålmsjöån som avvattnar avrinningsområdet har biflödesordning 3, vilket innebär att vattnet flödar genom totalt 3 vattendrag innan det når havet efter 77 kilometer. Avrinningsområdet består mestadels av skog (81 procent). Avrinningsområdet har 0,1 kvadratkilometer vattenytor vilket ger det en sjöprocent på 16,8 procent.